# كأس ألبانيا 1981–82
كأس ألبانيا 1981–82 (بالألبانية: Kupa e Republikës 1981-82‏) هو موسم من كأس ألبانيا. أشرف على تنظيمه اتحاد ألبانيا لكرة القدم، وفاز فيه دينامو تيرانا.